# Elbit Systems
Elbit Systems (івр. אלביט מערכות) - ізраїльська компанія з розробки і модернізації різних видів озброєння: систем БПЛА, авіоніки, радіолокації, засобів наведення в артилерії та ракетної техніки. Найбільший приватний оборонний концерн в Ізраїлі. Помітних успіхів досягла в модернізації застарілих зразків радянської бойової техніки, конкуруючи на цьому ринку з російськими виробниками.
Основні партнери - фірми в Європі і Америці. Бере участь в роботі по створенню європейського винищувача нового покоління, в розробках супутників розвідки. 
Радіостанції PNR-1000 від Elbit Systems використовуються в екіпіровці солдат IdZ-ES (Німеччина), VOSS-BEST (Бельгія, Нідерланди, Люксембург)

## Історія
Elbit Systems була заснована в 1966 році компанією Elron Electronic Industries і Міністерством оборони Ізраїлю під назвою «Elbit Computers Ltd.» з метою розробки комп’ютерів та електроніки для ізраїльських військових. Її першим продуктом був мінікомп'ютер під назвою «Elbit 100».  У 1970 році американська компанія Control Data Corporation придбала частку уряду Ізраїлю в «Elbit Computers» за 1 мільйон доларів США.